# Kemisk process
En kemisk process är ett brett begrepp inom kemi och speciellt kemiteknik. En kemisk process kan definieras som en företeelse där en kemisk förening förändras på något sätt, till exempel genomgår en kemisk reaktion och bildar en annan kemisk förening. En kemisk process kan också syfta på en industriellt användbar metod för att omvandla ett ämne. En sådan process har oftast klart definierade utgångs- och slutprodukter.